# Mohsin Hamid
Mohsin Hamid (Urdu: محسن حامد; nacido en 1971) es un escritor pakistaní. Sus novelas son Moth Smoke (2000), The Reluctant Fundamentalist (2007), y How to Get Filthy Rich in Rising Asia (2013). Las obras de Mohsin Hamid (Lahore, Pakistán, 1971) se han traducido a más de treinta lenguas en todo el mundo, disfrutan de un reconocido éxito de crítica y público, y se han adaptado al cine. Sus cuentos, artículos periodísticos y ensayos se han publicado en revistas de prestigio como TIME, The Guardian, Dawn, The New York Times, The Washington Post, The International Herald Tribune, el Paris Review, entre otros.

## Biografía
Hamid vivió parte de su infancia en Estados Unidos, de los 3 a los 9 años, mientras su padre, un profesor de universidad, estuvo inscrito en un programa de doctorado en la Universidad Stanford. Después de esta edad, la familia se mudó de vuelta a Lahore (Pakistán) donde prosiguió sus estudios en la Escuela Americana de Lahore.
Hamid al cumplir 18 años se volvió a Estados Unidos para continuar su educación. Se graduó suma cum laude por la Universidad de Princeton en 1993; estudió con los escritores Joyce Carol Oates y Toni Morrison. Hamid escribió el borrador de su primera novela para un taller de ficción impartido por Morrison. Volvió a Pakistán después de la universidad para seguir trabajando.
Hamid se graduó en la Harvard Law School en 1997. Estuvo trabajando durante años como consultor de gestión en McKinsey & Company de Nueva York para poder pagar los préstamos estudiantiles que había asumido, aunque encontraba aburrido el derecho corporativo. Dedicaba tres meses de vacaciones al año para dedicarse a completar su primera novela Moth Smoke.
Mohsin se trasladó a Londres en el verano de 2001 y vivió allí durante 8 años. Sin embargo, a menudo hacía estancias en Pakistán para escribir. Alcanzó la doble nacionalidad del Reino Unido en 2006. Se trasladó a su ciudad natal, Lahore, en 2009 con su esposa Zahra y su hija Dina.
Vive a caballo entre Pakistán y varias ciudades extranjeras como Nueva York, Londres y países mediterráneos como Italia y Grecia.
Hamid se describe a sí mismo como un "mestizo" y ha escrito en sus escritos que "una novela a menudo puede ser la conversación de un hombre dividido consigo mismo."

## Novelas
- Moth Smoke (2000) ISBN 0-374-21354-2
- The Reluctant Fundamentalist (2007) ISBN 0-241-14365-9
- How to Get Filthy Rich in Rising Asia (2013) ISBN 978-1-59448-729-3
- Exit West (2017)